# Eidolon
Eidolon é um gênero de morcegos da família Pteropodidae. Pode ser encontrado na África subsaariana, incluindo Madagascar e as ilhas da costa leste e do Golfo da Guiné, e no sudoeste da Península Arábica. Hayman e Hill (1971) reconheceram o gênero como monotípico, entretanto, Bergmans (1990) elevou o dupreanum a espécie distinta, e foi seguido por autores posteriores (Petterson et al. 1995; Simmons 2005).

## Espécies
- Eidolon dupreanum (Pollen, 1866)
- Eidolon helvum (Kerr, 1792)